# Памятная медаль «За военные действия в Восточной Африке»
Памятная медаль «За военные действия в Восточной Африке» (итал. Medaglia commemorativa delle operazioni militari in Africa Orientale) — итальянская награда. Вручалась всем военнослужащим, принявшим участие в военных операциях в Восточной Африке, проводившихся итальянской армией в период с 1935 по 1936 год. Была учреждена королевским указом № 1150 от 27 апреля 1936 года и официально упразднена в 2010 году.

## Знаки отличия
Медаль представляет собой бронзовый диск с портретом Виктора Эммануила III, обращённого влево, и окружённого надписью «VITT  · EM  · III  · RE  · D'ITALIA  · IMP  · DI  · ETHIOPIA  ·» (Виктор Эммануил III, король Италии, император Эфиопии).
На оборотной стороне изображён африканский пейзаж с горами и пустыней, слева находится фасция. Вверху надпись «AFRICA ORIENTALE» («Восточная Африка»), а внизу девиз «MOLTI NEMICI, MOLTO ONORE» («Чем больше врагов, тем ярче слава») и подпись Бенито Муссолини.
Лента выполнена в чёрно-синюю полоску и могла быть украшена брошью в виде пылающего меча для наиболее отличившихся бойцов во время военных действий в Восточной Африке.
Награждение значком римского гладия за небоевые заслуги было отменено королевским указом № 1584 от 23 июля 1936 года, но затем повторно введено и распространено на некоторые новые категории гражданского персонала королевским указом № 2463 от 10 мая 1937 года.

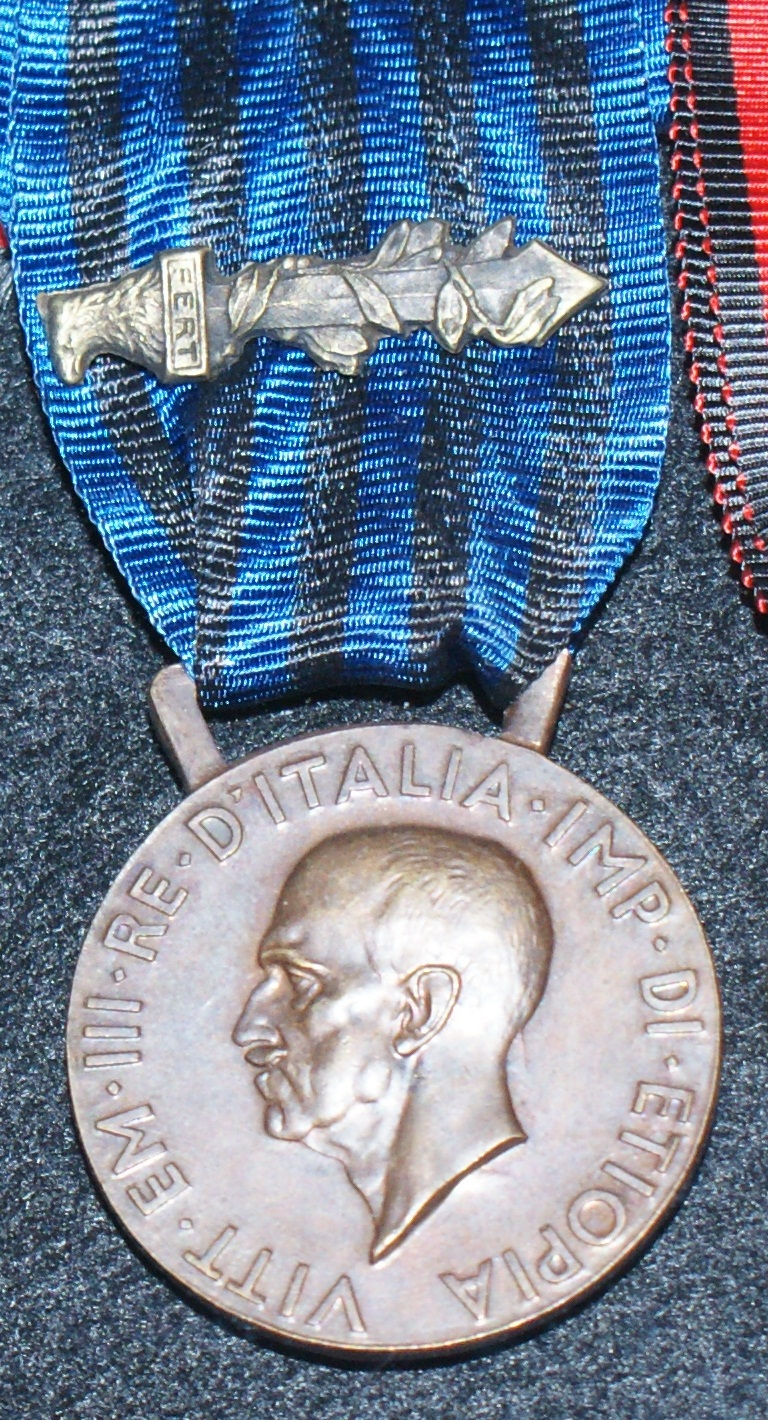
Медаль с римским гладием на ленте
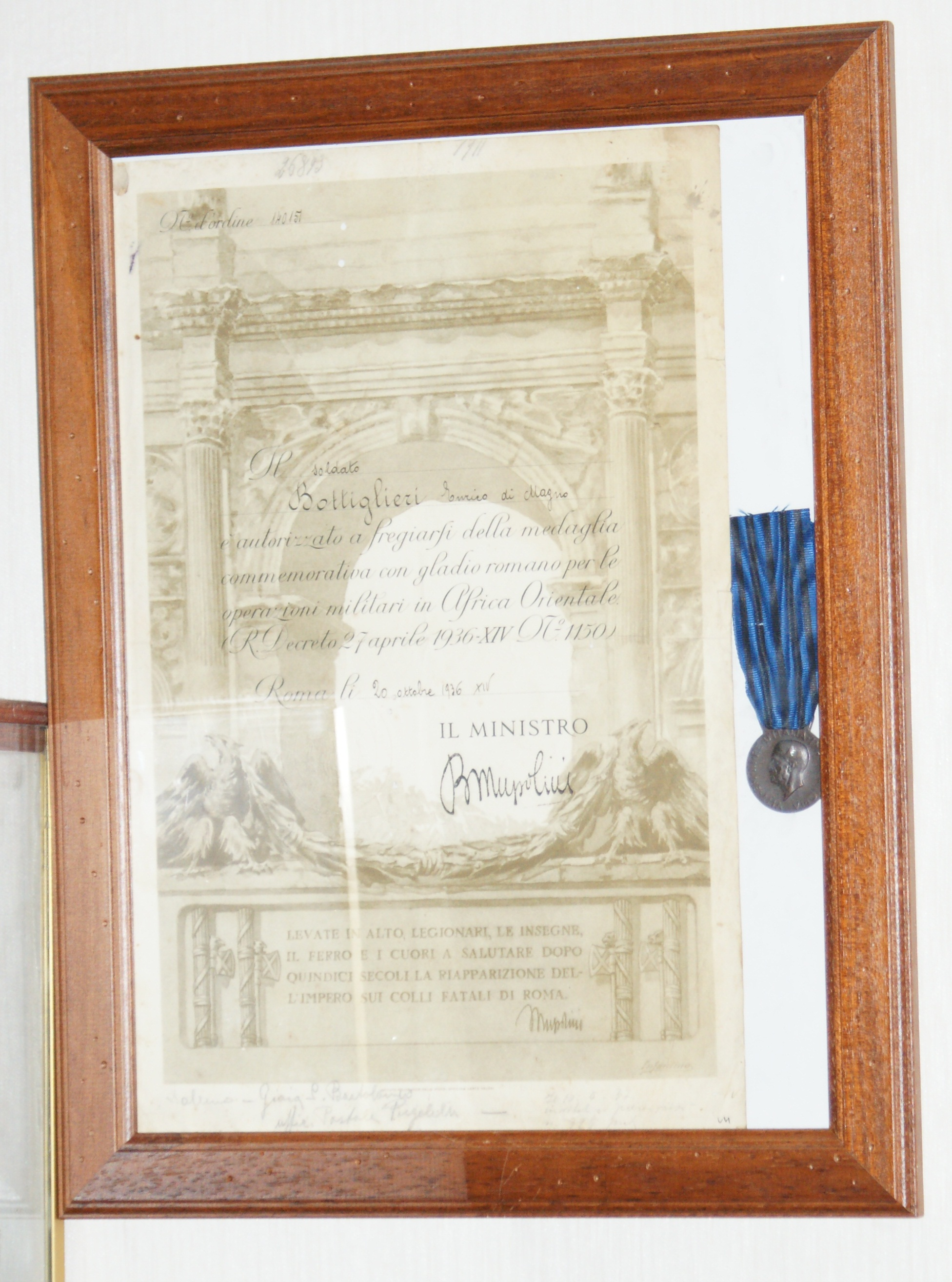
Медаль и диплом к ней